# Бертье, Пьер
Пьер Бертье (фр. Pierre Berthier; 3 июля 1782, Немур — 24 августа 1861, Париж) — выдающийся французский учёный, геолог, минералог и горный инженер. Член Французской академии наук (с 1825) и Прусской академии наук.

## Биография
Сын адвоката.
Образование получил в Парижской Политехнической школе (с 1798) и Горной школе Парижа, где с 1816 г. заведовал лабораторией. Профессор.
Генеральный инспектор горно-добывающей промышленности 2-го класса (с 1848).

## Научная деятельность
Внёс большой вклад в развитие минералогии и геологии. Его анализы фокусировались, в основном, на минеральных и неорганических фосфатах.
В ходе своих исследований на юге Франции в 1821 г. в Ле-Бо-де-Прованс открыл бокситы, алюминиевую руду, состоящую из гидроксидов алюминия, оксидов железа и кремния. Порода получила своё название в честь местности Ле-Бо (Les Baux), где была найдена.
Кроме того, им открыт минерал бертьерит (FeSb2S4), названный в его честь.
Занимаясь изучением сплавов вольфрама, ему удалось получить сплавы с содержанием вольфрама до 37 %. Кроме того, Бертье исследовал тройную систему, включавшую железо, марганец и вольфрам. Высокотемпературная обработка в угольном тигле шихты, состоявшей из руд изучаемых металлов, позволила получить сплав, включавший 16 % железа, 6 % марганца и 78 % вольфрама.
Проводил также анализы пепла растений и верхнего слоя почвы с целью решения основных проблем рационального ведения сельского хозяйства.

## Отличия и награды
- В 1825 г. Бертье был избран членом Французской академии наук.
- В 1828 году стал кавалером ордена Почётного легиона.
- Получил премию Императорского общества сельского хозяйства.
- В 1830 г. избран членом Политехнического общества.
- Его имя входит в список наиболее выдающихся французских учёных и инженеров XVIII—XIX веков, помещённый на первом этаже Эйфелевой башни.
- избран членом Прусской академии наук